# 马雷克·乌比克
马雷克·乌比克（波蘭語：Marek Łbik，1958年1月30日—），波兰男子皮划艇运动员。他曾代表波兰参加1980年和1988年夏季奥林匹克运动会皮划艇比赛，获得一枚银牌和一枚铜牌。